# Munidopsis formosa
Munidopsis formosa is een tienpotigensoort uit de familie van de Munidopsidae. De wetenschappelijke naam van de soort is voor het eerst geldig gepubliceerd in 2000 door Wu & Chan.